# Federico I di Salisburgo
Federico I Sighardinger di Salisburgo (... – Salisburgo, 1º maggio 991) è stato un arcivescovo tedesco, arcivescovo di Salisburgo dal 958 fino alla morte, nonché abate dell'abbazia di San Pietro dal 958 al 987.

## Biografia
Federico apparteneva al casato nobiliare bavarese dei Sigeardingi. Questa famiglia aveva amministrato per molte generazioni varie contee nel Chiemgau e nel Salisburghese, ma anche nella Valle dell'Inn, nella Val d'Isarco e nella Val Pusteria.
L'elezione di Federico ad arcivescovo di Salisburgo avvenne, dopo tre anni di vacanza della sede episcopale, durante il sinodo di Ingelheim e con l'impulso determinante del futuro imperatore Ottone il Grande. Fedele sostenitore di Ottone, nel 961 Federico lo accompagnò nel viaggio in Italia e, con tutta verosimiglianza, fu presente all'incoronazione imperiale che ebbe luogo il 2 febbraio 962 da parte di papa Giovanni XII. Cinque giorni dopo l'incoronazione, il papa confermò Federico in tutti i suoi diritti e possedimenti arcivescovili, fra i quali anche i territori in Baviera che papa Agapito II aveva ceduto all'arcivescovato di Salisburgo dietro pagamento di un canone d'affitto annuale. In occasione del sinodo di Ravenna del 967, durante il quale fu ripetuta la minaccia di scomunica per l'ex arcivescovo di Salisburgo Herold, il papa disse espressamente che Federico era un uomo degno di onore e di lode.
Nel 967 Federico  tornò con l'imperatore in Italia, conducendo personalmente anche i 70 cavalieri pesanti che aveva dovuto equipaggiare per le guerre di Ottone. Nella guerra condotta dal duca di Baviera Enrico II contro l'imperatore, il contributo dell'arcivescovo di Salisburgo costituì un'affidabile protezione per Ottone, per cui è comprensibile perché quest'ultimo ricompensasse Federico attribuendo nuovi possedimenti all'arcivescovato, soprattutto i territori di Grabenstätt e dell'abbazia di Herrenchiemsee, che in seguito avrebbero costituito il nucleo degli estesi possedimenti terrieri del capitolo salisburghese nel Chiemgau. Federico ottenne inoltre un territorio forestale presso il Traun e ulteriori diritti sul sale di Reichenhall.
Il ruolo di Federico  era perciò quello di un tipico vescovo imperiale ottoniano, che riceveva importanti incarichi dall'imperatore, lo accompagnava nelle campagne militari, lo sosteneva contro le rivolte e quindi trovava ben poco tempo per operare in qualità di capo della Chiesa nella propria diocesi.
Nel corso delle riforme canoniche interne, nel 987 Federico ritenne opportuno separare la carica di arcivescovo di Salisburgo da quella di abate di San Pietro, che fino ad allora erano state ricoperte dalla stessa persona. Quale nuovo abate di San Pietro, egli nominò il monaco Tito dell'abbazia di Sant'Emmerano. Fino ad allora il duomo di Salisburgo aveva avuto anche la funzione di chiesa abbaziale: nel 987 all'abbazia di San Pietro venne attribuito il terreno presso le rupi del Mönchsberg, accanto alle catacombe, dove già in precedenza c'era un antico cimitero, e lì vennero ben presto eretti un nuovo convento e subito dopo una nuova chiesa abbaziale.